# Elliptische integraal
Een elliptische integraal is een integraal van de vorm
{\displaystyle \int R\left(x,{\sqrt {P(x)}}\right)\mathrm {d} x}
waarin {\displaystyle R} een rationale functie van twee variabelen is en {\displaystyle P(x)} een derde- of vierdegraads polynoom zonder meervoudige nulpunten. 
Dit type integraal ontstaat onder andere bij het berekenen van de omtrek van een ellips, wat ook de naam verklaart.
Elliptische integralen kunnen niet in elementaire functies worden uitgedrukt, maar zijn wel te herleiden tot een combinatie van elementaire functies en de hierna te noemen integralen. Dat zijn de elliptische integralen van de eerste, tweede en derde soort.
1e soort: {\displaystyle \int {\frac {\mathrm {d} x}{\sqrt {(1-x^{2})(1-k^{2}x^{2})}}}}
2e soort: {\displaystyle \int {\sqrt {\frac {1-k^{2}x^{2}}{1-x^{2}}}}\,\mathrm {d} x}
3e soort: {\displaystyle \int {\frac {\mathrm {d} x}{(1+hx^{2}){\sqrt {(1-x^{2})(1-k^{2}x^{2})}}}}}
Daarbij is {\displaystyle 0<k<1}. Door substitutie zijn deze integralen te herleiden tot onvolledige elliptische integralen.
1e soort: {\displaystyle \int {\frac {\mathrm {d} \theta }{\sqrt {1-k^{2}(\sin \theta )^{2}}}}}
2e soort: {\displaystyle \int {\sqrt {1-k^{2}(\sin \theta )^{2}}}\,\mathrm {d} \theta }
3e soort: {\displaystyle \int {\frac {\mathrm {d} \theta }{(1+h(\sin \theta )^{2}){\sqrt {1-k^{2}(\sin \theta )^{2}}}}}}
Van deze integralen zijn tabellen opgesteld.

## Websites
- Mathworld. Elliptic Integral